# Jesus Christ Vampire Hunter
Jesus Christ Vampire Hunter is een Canadese horror-/komediefilm uit 2001. Lee Demarbre regisseerde en monteerde de film, Ian Driscoll schreef het scenario en Graham Collins de muziek. De film werd door Odessa Filmworks, Inc. gemaakt voor het bescheiden bedrag van 100.000 Canadese dollar maar werd dankzij de absurde humor in de loop der jaren een cultfilm.

## Verhaal
De lesbische gemeenschap van Ottawa wordt bedreigd door vampiers. Jezus Christus probeert samen met de Mexicaanse worstelaar "El Santo" en een vrouw genaamd "Mary Magnum" de lesbiennes te beschermen. Hij gebruikt hierbij zijn vechtkunsten.

## Rolverdeling
| Acteur            | Personage                 |
| ----------------- | ------------------------- |
| Phil Caracas      | Jezus Christus            |
| Murielle Varhelyi | Maxine Schreck            |
| Jeff Moffet       | Santo Enmascardo de Plata |
| Ian Driscoll      | Johnny Golgotha           |
| Maria Moulton     | Mary Magnum               |
| Tim Devries       | Eerwaarde Eustace         |
| Josh Grace        | Dr. Praetorious           |
| Jay Stone         | God (stemrol)             |
| Jenny Coutts      | Maagd Maria               |